# Matana (kommun)
Matana är en kommun i Burundi. Den ligger i provinsen Bururi, i den centrala delen av landet, 50 kilometer sydost om Burundis största stad Bujumbura.